# افراوندة (مقاطعة دورود)
افراوندة (بالفارسية: افراونده) هي قرية تقع في قسم تشالانتشولان الريفي (مقاطعة دورود) في إيران. يقدر عدد سكانها بـ 352 نسمة بحسب إحصاء 2016.